# Oddense
Oddense is een plaats in de Deense gemeente Skive in de regio Midden-Jutland. De plaats telt 709 inwoners (2008).